# سوزان آن ادسون
سوزان آن ادسون (انگلیسی: Susan Ann Edson؛ ‏ ۴ ژانویهٔ ۱۸۲۳ – ۱۳ نوامبر ۱۸۹۷) پزشک اهل ایالات متحده آمریکا بود. وی یکی از اولین زنانی بود که به دانشکده پزشکی رفت، به عنوان پرستار ارتش جنگ داخلی خدمت کرد، و دوست و پزشک شخصی پرزیدنت جیمز آبرام گارفیلد و همسرش لوکریشا گارفیلد بود.

## اوایل زندگی و تحصیلات
سوزان آن ادسون در ۴ ژانویه ۱۸۲۳ در فلمینگ، نیویورک زاده شد. او دختر جان جوی ادسون و سارا ئی. بارنز بود.
خواهرش سارا فیلنا ادسون (متولد ۱۸۱۸) با استرن جان ویتون آندرهیل ازدواج کرد. پس از طلاق، سارا حضانت فرزندان را حفظ کرد. سارا نام خانوادگی پدری خود را حفظ کرد و شکوائیه‌ای به دادگاه ارسال کرد تا نام خانوادگی فرزندانش را هم به ادسون تغییر دهد که برای آن زمان غیرمعمول بود. سارا یک روزنامه مختص حقوق زنان منتشر می‌کرد.
سوزان آن ادسون در دو دانشکده، یعنی «کالج اکلکتیک سینسیناتی» و «کالج هومیوپاتی کلیولند» درس خواند. او در سال ۱۸۵۳ از کالج اکلکتیک سینسیناتی فارغ‌التحصیل شد و سپس در ۱ مارس ۱۸۵۴ مدرک دورهٔ تکمیلی خود را از کلیولند دریافت کرد. او یکی از اولین زنانی بود که وارد دانشکده پزشکی شد. گزارش‌ها نشان می‌دهد که او ممکن است هفتمین زنی در ایالات متحده باشد که مدرک پزشکی دریافت کرده است.

## حرفه
پس از فارغ‌التحصیلی، سوزان ادسون یک مطب را در کلیولند یا در زادگاهش در نیویورک افتتاح کرد. هنگامی که جنگ داخلی آمریکا آغاز شد، ادسون همراه با خواهرانش به سپاه پرستاری پیوست. او در واشینگتن، دی.سی. و همچنین در فورت مونرو، یک پاسگاه کوچک اتحادیه که توسط ایالات مؤتلفه آمریکا احاطه شده بود، خدمت کرد.
سوزان ادسون همچنین در طول جنگ در بیمارستان هتل یونیون در وینچستر، ویرجینیا خدمت کرد. ادسون
مراعات اصول بهداشت را بهبود بخشید و میزان مرگ و میر را به‌طور قابل توجهی در بیمارستان کاهش داد.
بلافاصله پس از جنگ، سوزان ادسون به خانه خود در بالاایالت نیویورک بازگشت و یک مطب را در آنجا باز کرد. در ۲۳ مه ۱۸۷۲، او به واشینگتن، دی.سی. بازگشت و تا پایان عمر در آنجا ماند. در واشینگتن او یک مطب بزرگ را اداره می‌کرد، و گفته شد که او به قدری برای ویزیت‌های خانگی به منزل بیماران می‌رفت که «بیش از هر پزشک دیگری در شهر اسب و کالسکه مستهلک کرده بود.» ادسون در درمان بیماری‌های زنان متخصص بود.

## زندگی شخصی
ادسون هرگز ازدواج نکرد. او از دوستان نزدیک کارولین بی. وینسلو بود. آنها با هم به دانشکده پزشکی رفتند، در طول جنگ داخلی با هم خدمت کردند، و هر دو پس از جنگ به واشینگتن نقل مکان کردند. وینسلو و ادسون با هم برای حق رای زنان فعالیت کردند.

## رابطه با خانوادهٔ گارفیلد
در میان بیماران سوزان ادسون در واشینگتن از نِدی گارفیلد، پسر جیمز ای. گارفیلد، نماینده وقت کنگره می‌توان نام برد که در آن زمان به شدت بیمار شده بود. جیمز آبرام گارفیلد و همسرش لوکریشا گارفیلد در این مدت به سوزان ادسون نزدیک شدند و غم خود را پس از مرگ نِدی با او در میان گذاشتند.
رابطه حرفه‌ای آنها پس از انتخاب گارفیلد به عنوان رئیس‌جمهور در سال ۱۸۸۰ ادامه یافت. لوکریشا گارفیلد ضعیف بود و به مراقبت‌های پزشکی مکرر نیاز داشت. ادسون به چهره‌ای آشنا در کاخ سفید مبدل شد، زیرا او از بانوی اول ایالات متحده آمریکا در طول یک حمله مالاریا در مه ۱۸۸۱ مراقبت می‌کرد.
تنها چند ماه بعد، در ژوئیه ۱۸۸۱، رئیس‌جمهور جیمز آبرام گارفیلد به‌دست چارلز جی. گیتو ترور شد. تیمی از پزشکان به رهبری دکتر ویلارد بلیس برای کمک به رئیس‌جمهور فراخوانده شدند. همچنین سوزان ادسون و پسر عموی گارفیلد، سیلاس ای. بوینتون که پزشک بود، برای کمک دعوت شدند. ادسون بیش از هر پزشک دیگری در کنار گارفیلد بود که با اصرار و حمایت لوکریشا و کودکانی که ادسون را با نام «دکتر ادسون، پر از مدسین!» خطاب می‌کردند، در کنار گارفیلد بود. اگرچه لوکریشا گارفیلد اصرار داشت که ادسون بر بالین گارفیلد باشد، اما حضور ادسون توسط بلیس محدود شد. در طی یک دوره سه‌ماهه درمان پزشکی به گارفیلد، بلیس یک بار توصیه ادسون را نپذیرفت. در این توصیه، ادسون و بوینتون در مورد درمان نادرست گارفیلد در رابطه با بیماری زمینه‌ای قبلی او نظری داده بودند. هم ادسون و هم بوینتون، به سبب نزدیک قبلی با گارفیلد، از عوارض قبلی معده او آگاهی داشتند که بلیس آشکارا آن نادیده گرفته شد، و باعث ایجاد خطر بیشتر برای گارفیلد و ادامه روش‌های درمانی شد که با توجه به وضعیت رئیس‌جمهور خطرناک‌تر تلقی می‌شد. با بدتر شدن وضعیت گارفیلد و اصرار مکرر بلیس به درمان ناکارآمد و رد کردن مکرر نطرات حرفه‌ای ادسون و بوینتون، ادسون البرون، نیوجرسی را ترک کرد. بقیه پزشکان، از جمله بوینتون و بلیس، تا زمان مرگ نهایی او در سپتامبر ۱۸۸۱ بر بالین گارفیلد ماندند.
پس از مرگ گارفیلد، تیمی از پزشکان، از جمله ادسون، بوینتون، و بلیس، درخواست پرداخت دستمزد خود را به کنگره برای خدمات پزشکی خود به رئیس‌جمهور فرستادند. ادسون و بوینتون به درخواست لوکریشا گارفیلد توانستند بخش‌هایی از پول را دریافت کنند. در ابتدا، بلیس ۲۵٬۰۰۰ دلار، ادسون ۱۰٬۰۰۰ دلار و بوینتون ۴٬۵۰۰ دلار درخواست کردند. به دلیل برخورد جنجالی بلیس با رئیس‌جمهور، کنگره این درخواست را رد کرد و در نتیجه بلیس تنها $۶٬۵۰۰ دلار و ادسون تنها ۳٬۰۰۰ دلار دریافت کردند. برای همان خدمات، ۶ پزشک مردی که در کنار ادسون کار می‌کردند، همگی، به استثنای بوینتون، بیش از دو برابر آنچه ادسون گرفته بو، دریافت کردند.

## مرگ و دفن
سوزان ادسون در ۱۳ نوامبر ۱۸۹۷ درگذشت که دلیل آن «بیماری قلبی» ذکر شد. در آگهی‌های ترحیم منتشر شده در زمان مرگ او، او را «یکی از شناخته شده‌ترین پزشکان در ایالات متحده» نامیدند. او را فردای همان روز در ۱۴ نوامبر در گورستان راک کریک در واشینگتن، دی.سی. به خاک سپردند.